# Orange (Kalifornien)
Orange ist eine Stadt im südkalifornischen Orange County in den Vereinigten Staaten. Das U.S. Census Bureau hat bei der Volkszählung 2020 eine Einwohnerzahl von 139.911 ermittelt. Orange ist eine principal city der Los Angeles–Long Beach–Anaheim, CA Metropolitan Statistical Area, die Teil der Greater Los Angeles Area ist.

## Geschichte
Die 1869 von Andrew Glassell und Alfred Chapman gegründete Siedlung erhielt 1888 Stadtrechte. Wie in den meisten anderen Städten im Orange County stieg die Bevölkerungszahl von Orange bis in die 1950er-Jahre nur langsam an. Dann jedoch wurde die Stadt durch die Nähe zur Großstadt Los Angeles und günstige Verkehrsverbindungen dorthin von einem Bauboom erfasst. Dieser setzt sich – etwas verlangsamt – auch heute noch fort.
The Block, ein großes Einkaufs- und Freizeitzentrum, befindet sich am Westrand der Stadt und zieht auch viele Besucher aus umliegenden Städten an.
Orange ist seit 1976 Sitz des römisch-katholischen Bistums Orange in California.
Die Chapman University ist seit 1954 in Orange ansässig.

## Politik
Der Stadtrat von Orange City besteht aus sechs für vier Jahre gewählten Mitgliedern. Die Amtszeit des Bürgermeisters ist auf zwei Jahre begrenzt. Nach der letzten Wahl im November 2024 übernahm Dan Slater dieses Amt bis 2026.

## Söhne und Töchter der Stadt
- Fred Kelly (1891–1974), Hürdenläufer und Olympiasieger 1912
- Clyde D. Eddleman (1902–1992), General der US Army
- George Huntoon (1913–1997), Autorennfahrer
- Gail Fisher (1935–2000), Schauspielerin; erste afroamerikanische Emmy-Preisträgerin (1970)
- Chuck Flores (1935–2016), Schlagzeuger des Modern Jazz
- Sammi Smith (1943–2005), Countrysängerin
- Bryan D. O’Connor (* 1946), Astronaut
- Lesley Bush (* 1947), Wasserspringerin und Olympiasiegerin
- Charles Gilmore (* 1950), Eisschnellläufer
- Kurt Bergel (1911–2001), emigrierter Lehrer, lebte von 1954 bis zu seinem Tod in Orange
- Dianne de Leeuw (* 1955), niederländische Eiskunstläuferin
- Toni Childs (* 1957), Sängerin und Songwriterin
- Brad Parks (* 1957), Rollstuhltennisspieler
- Mike Pompeo (* 1963), Politiker
- Trischa Zorn (* 1964), Schwimmerin
- Joe Foster (* 1965), Autorennfahrer und Rennfahrer-Instrukteur
- Athena Massey (* 1967), Schauspielerin
- Linda Sánchez (* 1969), Politikerin
- Elaine Youngs (* 1970), Beachvolleyball- und Volleyballspielerin
- Cara-Beth Burnside (* 1971), Skateboarderin und Snowboarderin
- Jason Freese (* 1975), Musiker
- Tamara Mello (* 1976), Schauspielerin
- Hunter Mahan (* 1982), Profigolfer
- Erica Blasberg (1984–2010), Profigolferin[3]
- Krysta Rodriguez (* 1984), Schauspielerin und Sängerin[4]
- Courtney Mathewson (* 1986), Wasserballspielerin
- Michael Orozco (* 1986), Fußballspieler
- Austin Carroll (* 1987), Bahn- und Straßenradrennfahrer
- Jessica Hardy (* 1987), Schwimmerin
- Dani Daniels (* 1989), Pornodarstellerin und -regisseurin
- Steve Johnson (* 1989), Tennisspieler
- Aaron Brewer (* 1990), Footballspieler
- Zach Ertz (* 1990), Footballspieler
- Ciara Hanna (* 1991), Schauspielerin und Model
- Joy Villa (* 1991), Schauspielerin und Rocksängerin
- Brian Le (* 1993), Kampfkünstler, Schauspieler und Stuntman
- Shane Bieber (* 1995), Baseballspieler
- Chandler McDaniel (* 1998), philippinische Fußballspielerin
- Xolani Hodel (* 2002), Beachvolleyballspielerin